# Ожињак
Ожињак (фр. Augignac) насеље је и општина у југозападној Француској у региону Аквитанија, у департману Дордоња која припада префектури Нонрон.
По подацима из 2011. године у општини је живело 839 становника, а густина насељености је износила 37,06 становника/km². Општина се простире на површини од 22,64 km². Налази се на средњој надморској висини од 250 метара (максималној 306 m, а минималној 189 m).

## Демографија
| 1962. | 1968. | 1975. | 1982. | 1990. | 1999. | 2011. |
| ----- | ----- | ----- | ----- | ----- | ----- | ----- |
| 798   | 876   | 791   | 818   | 838   | 791   | 839   |

График промене броја становника у току последњих година